# Abutilon gebauerianum
Abutilon gebauerianum är en malvaväxtart som beskrevs av Hand.-mazz.. Abutilon gebauerianum ingår i släktet klockmalvor, och familjen malvaväxter. Inga underarter finns listade i Catalogue of Life.